# わたし開花したわ
『わたし開花したわ』（わたしかいかしたわ）は、2011年11月23日にCOCONOE RECORDSからリリースされたパスピエ初の全国流通盤アルバム。

## 概要
成田ハネダは「大胡田なつきの特徴的な声や影響を受けたテクノ・ポップやニューウェイヴなど、今出せるものを全部詰め込んだ作品にしようと思って作った」と語っている。
キャッチコピーは「21世紀流 超高性能個人電脳破壊行歌曲」。結成15周年の2024年にはこのコピーを元に「21世紀流超高性能歌曲」が制作された。

## 収録曲
| 全作曲: 成田ハネダ、全編曲: パスピエ。 |                        |                          |            |      |
| #                                      | タイトル               | 作詞                     | 作曲・編曲 | 時間 |
| 1.                                     | 「開花前線」           | 大胡田なつき             | 成田ハネダ | 3:22 |
| 2.                                     | 「電波ジャック」       | 大胡田なつき、成田ハネダ | 成田ハネダ | 3:31 |
| 3.                                     | 「あきの日」           | 大胡田なつき             | 成田ハネダ | 4:17 |
| 4.                                     | 「チャイナタウン」     | 大胡田なつき             | 成田ハネダ | 4:21 |
| 5.                                     | 「パピヨン」           | 大胡田なつき             | 成田ハネダ | 4:15 |
| 6.                                     | 「真夜中のランデブー」 | 大胡田なつき             | 成田ハネダ | 4:45 |
| 7.                                     | 「うちあげ花火」       | 大胡田なつき             | 成田ハネダ | 4:00 |
| 8.                                     | 「夕焼けは命の海」     | 大胡田なつき             | 成田ハネダ | 5:59 |
| 合計時間:                              | 合計時間:              | 合計時間:                | 34:30      |      |

## 楽曲解説
1. 開花前線
  - 『ブンシンノジュツ』収録のものをリメイク。
  - 印象主義音楽の要素を散りばめたポップロックを目指している[2]。
2. 電波ジャック
  - 野見祐二と萩原義衛によるテクノ・ポップ・ユニット「おしゃれテレビ」に影響を受けて制作した[2]。
  - やおたくや加入後初めて制作した曲[3]。
  - 下北沢を中心にインディーズバンドのライブを企画していた「wild gun crazy」が制作したコンピレーション・アルバム『wild gun crazy Complation vol.6』に別バージョンが収録されている。
  - 詞を元にジャケットが描かれ、アルバムの仮タイトルでもあった[1]。
3. あきの日
4. チャイナタウン
5. パピヨン
  - 『ブンシンノジュツ』収録のものをリメイク。成田がつけた仮タイトルから大胡田が作詞した[4]。
6. 真夜中のランデブー
7. うちあげ花火
  - 自主制作で出していたものをリメイク。成田がつけた仮タイトルから大胡田が作詞した[4]。
8. 夕焼けは命の海

## クレジット
- 大胡田なつき：ボーカル
- 成田ハネダ：キーボード
- 三澤勝洸：ギター
- 露崎義邦：ベース
- やおたくや：ドラムス